# Teresa Ponikiewska
Teresa Ponikiewska (ur. 20 października 1922, zm. 26 czerwca 1984) – polska zootechnik, dr hab. Profesor Akademii Rolniczej w Poznaniu.

## Życiorys
Urodziła się 20 października 1922. Jej rodzicami byli Stefan Ponikiewski (1881-1941) poseł na sejm Ustawodawczy i Zofia Raszewska (1890-1952). Miała stopień doktora habilitowanego oraz pełniła funkcję profesora w Akademii Rolniczej w Poznaniu. Była recenzentem jednej pracy doktorskiej. Jej bratem był Augustyn Ponikiewski (1920-2018) prof. nauk rolniczych.
Zmarła 26 czerwca 1984. Została pochowana na Cmentarzu Junikowo w Poznaniu.